# Кудинский, Арнольд Пейсахович
Арно́льд Пе́йсахович (Петро́вич) Куди́нский (5 января 1931 — 7 июля 1996) — советский математик и хормейстер, основатель и бессменный руководитель Санкт-Петербургского любительского камерного хора «Благовест». Под руководством Кудинского хор, одним из первых в Советском Союзе, стал исполнять русскую духовную музыку.

## Биография
Родился в Ленинграде. Его отец Пейсах Лейбович Кудинский (1899—1941), рядовой, погиб на фронте 26 сентября 1941 года под Петрозаводском. Мать — Т. А. Периль. Двоюродный брат актёр Владимир Бенционович Периль
Окончил школу с золотой медалью. Получил диплом об окончании ЛГУ с отличием в 1952 году. Был учеником Г. М. Фихтенгольца и Е. С. Вентцель.
После окончания университета распределён в Печору, Коми АССР, где работал школьным преподавателем до 1955 года, в одной школе с Юрием Азаровым. Дружил с семьёй будущего известного литературоведа Л. А. Финка.
В 1955 году поступил в аспирантуру ЛИСИ. Параллельно учился сначала в музыкальном училище, затем в Ленинградской консерватории.
После окончания аспирантуры — старший преподаватель, а затем доцент Ленинградского кораблестроительного института. Опубликовал учебник «Математический анализ для судостроителей» (1990).
С отличием окончил дирижёрско-хоровое отделение Ленинградской консерватории. Организовал в 1971 году и 25 лет руководил любительским камерным хором «Благовест». Под управлением А. П. Кудинского хор исполнял хоралы Баха, произведения Д. С. Бортнянского, М. С. Березовского, А. А. Архангельского, В. Н. Зиновьева.
В 1981 году хор исполнил «Песнопения божественной литургии» П. И. Чайковского, это было первое концертное исполнение литургии Чайковского в Советском Союзе.
В 1994 году А. П. Кудинский открыл и возродил творчество Василия Александровича Фатеева (1868—1942), композитора и последнего регента Казанского собора.
Автор многочисленных статей о музыкальном воспитании и хоровом пении.
Скоропостижно скончался в июле 1996 года от сердечного приступа.

## Публикации
- Математический анализ для судостроителей. Л.: ЛКИ, 1990. — 205 с.